# August Burkei
August Burkei (* 23. April 1922; † 11. August 2009 in München) war ein deutscher Bauingenieur.

## Leben und Wirken
August Burkei erwarb einen Studienabschluss als Ingenieur (Ing. grad.) 1954 gründete er gemeinsam mit Karl A. Cronauer (1929–1999) in München ein Ingenieurbüro für Baustatik und haustechnische Fachplanung, das sich zunächst auf die Tragwerksplanung von Wohn- und Bürogebäude spezialisierte. Aus diesem Büro entwickelte sich das Ingenieurunternehmen CBP Cronauer, Burkei & Partner (CBP) GmbH mit Tochtergesellschaften in Deutschland sowie im osteuropäischen Raum. In den 1960er Jahren wurde der Geschäftsbereich auf Baudurchführung und Baumanagement erweitert.
1970 hatte das Unternehmen seinen Sitz in der Augustenstraße 115 in München. In einer Publikation der Zentralen Informationsstelle für Verkehr (ZIV) wurde das Unternehmen für Verkehrserhebungen und Verkehrsprognosen, insbesondere für Stadtschnellstraßen, Hauptverkehrsstraßen, Siedlungsstraßen sowie Rohrleitungsverkehr, gelistet. Dort wurde außerdem auf langjährige Erfahrung in der Straßenplanung für den Raum München hingewiesen.
Mitte der 1970er Jahre kamen komplexe Planungs- und Steuerungsaufgaben für Bauherren hinzu. Für den Tucherpark in München erbrachte sein Büro umfangreiche Ingenieurleistungen. Darüber hinaus war das Unternehmen an der Errichtung des neuen Münchner Flughafens sowie an der Neubebauung des Potsdamer Platzes in Berlin beteiligt.
Burkei engagierte sich ehrenamtlich als langjähriger Schatzmeister und Vizepräsident des Landesverbandes Bayern des Bundesverbandes öffentlich bestellter und vereidigter sowie qualifizierter Sachverständiger (BVS) sowie in leitenden Positionen im Verband Beratender Ingenieure (VBI).
Er war mit der SPD-Politikerin Ria Burkei verheiratet. Der Medienunternehmer Ralph Burkei († 2008) war sein Sohn aus einer früheren Beziehung.
Am 5. Januar 2000 wurde Burkei mit einem Bundesverdienstkreuz am Bande ausgezeichnet.
August Burkei starb am 11. August 2009 im Alter von 87 Jahren in München und wurde auf dem Münchner Ostfriedhof beigesetzt.